# لغو سلطنت عثمانی

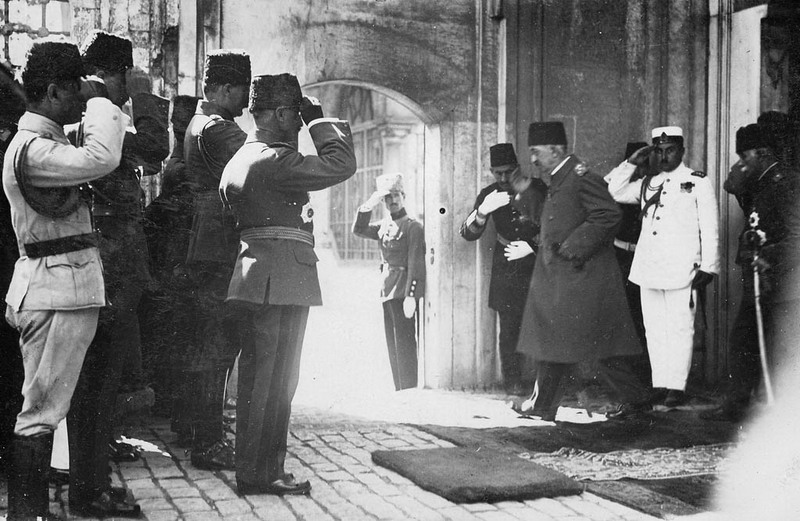
محمد ششم درحال خروج از کاخ دلمه‌باغچه.

لغو سلطنت عثمانی توسط دولت ملی مجلس بزرگ ترکیه در ۱ نوامبر ۱۹۲۲ به امپراتوری عثمانی پایان داد. در ۱۱ نوامبر ۱۹۲۲، بر اساس پیمان لوزان، حاکمیت دولت ملی مجلس بزرگ بر ترکیه به رسمیت شناخته شد. آخرین سلطان، محمد ششم، در ۱۷ نوامبر ۱۹۲۲ پایتخت عثمانی، قسطنطنیه را ترک کرد.
جایگاه قانونی آن با امضای پیمان لوزان در ۲۴ ژوئیه ۱۹۲۳ تثبیت شد. در مارس ۱۹۲۴، به‌طور رسمی خلافت و سلطنت عثمانی به پایان رسید.

## پیش زمینه
ورود عثمانی به جنگ جهانی اول در امتداد قدرت‌های مرکز در ۱۱ نوامبر ۱۹۱۴ اتفاق افتاد. جنگ در خاورمیانه با امضای متارکه مودروس در ۳۰ اکتبر ۱۹۱۸ پایان یافت. قسطنطنیه توسط نیروهای بریتانیا، فرانسه و ایتالیا در ۱۳ نوامبر ۱۹۱۸ اشغال شد.

## کتابشناسی
- Finkel, Caroline (2007). Osman's Dream: The History of the Ottoman Empire. Basic Books.